# Quocientes de determinantes
A interpolação polinomial que utiliza os quocientes de determinantes foi desenvolvida pelo engenheiro mecânico e matemático brasileiro Marcello José Quintieri Pinheiro (Nova Friburgo, 8 de março de 1965) em 2003 a partir da fórmula clássica de interpolação de Lagrange. Os coeficientes polinomiais como quocientes de determinantes podem também ser obtidos utilizando-se a Regra de Cramer. Os quocientes de determinantes permitem calcular todos os coeficientes de um polinômio de grau n{\displaystyle -}1 definido pelos pontos (x1,y1), (x2,y2), ... , (xn,yn). O desenvolvimento foi registrado sob o número 294206 no EDA da Fundação Biblioteca Nacional do Rio de Janeiro em 30 de julho de 2003 .
A fórmula de interpolação de Lagrange desenvolvida como resultado dos trabalhos do matemático Joseph Louis Lagrange (Turim, 25 de janeiro de 1736 - Paris, 10 de abril de 1813) é:
{\displaystyle y=\sum _{i=1}^{n}y_{i}\prod _{i\neq j}^{n}{\frac {(x-x_{j})}{(x_{i}-x_{j})}}}
A fórmula de interpolação de Lagrange pode ser escrita como o somatório do produto entre a razão de determinantes e a variável independente xi, como segue:
{\displaystyle y=\sum _{i=0}^{n-1}{\frac {detA_{i}}{detV_{n}}}x^{i}}
onde {\displaystyle a_{i}={\frac {detA_{i}}{detV_{n}}}} são os coeficientes de um polinômio de grau n{\displaystyle -}1 definido pelos n pontos (x1,y1), (x2,y2), . . . , (xn,yn). O índice i é um número inteiro do intervalo {\displaystyle 0\leq i\leq n-1.} Ai e Vn são matrizes, sendo Vn a matriz de Vandermonde de ordem {\displaystyle n\geq 2.}
Considerando dois pontos (x1,y1) e (x2,y2), tem-se:
{\displaystyle y={\frac {\begin{vmatrix}y_{1}&x_{1}\\y_{2}&x_{2}\end{vmatrix}}{\begin{vmatrix}1&x_{1}\\1&x_{2}\end{vmatrix}}}+{\frac {\begin{vmatrix}1&y_{1}\\1&y_{2}\end{vmatrix}}{\begin{vmatrix}1&x_{1}\\1&x_{2}\end{vmatrix}}}x}
que é a função do 1o grau ou função afim {\displaystyle y=a_{0}+a_{1}x,} onde a0 é o coeficiente linear da reta e a1 é o coeficiente angular ou declividade da reta. O coeficiente linear determina o ponto de intersecção da reta com o eixo das ordenadas (eixo y) e o coeficiente angular é determinado pela tangente do ângulo definido entre o eixo das abscissas (eixo x) e a reta no sentido anti-horário em relação ao primeiro quadrante.
{\displaystyle a_{0}={\begin{vmatrix}y_{1}&x_{1}\\y_{2}&x_{2}\end{vmatrix}}:{\begin{vmatrix}1&x_{1}\\1&x_{2}\end{vmatrix}}}
{\displaystyle a_{1}={\begin{vmatrix}1&y_{1}\\1&y_{2}\end{vmatrix}}:{\begin{vmatrix}1&x_{1}\\1&x_{2}\end{vmatrix}}}
Considerando três pontos (x1,y1), (x2,y2) e (x3,y3), tem-se:
{\displaystyle y={\frac {\begin{vmatrix}y_{1}&x_{1}&x_{1}^{2}\\y_{2}&x_{2}&x_{2}^{2}\\y_{3}&x_{3}&x_{3}^{2}\end{vmatrix}}{\begin{vmatrix}1&x_{1}&x_{1}^{2}\\1&x_{2}&x_{2}^{2}\\1&x_{3}&x_{3}^{2}\end{vmatrix}}}+{\frac {\begin{vmatrix}1&y_{1}&x_{1}^{2}\\1&y_{2}&x_{2}^{2}\\1&y_{3}&x_{3}^{2}\end{vmatrix}}{\begin{vmatrix}1&x_{1}&x_{1}^{2}\\1&x_{2}&x_{2}^{2}\\1&x_{3}&x_{3}^{2}\end{vmatrix}}}x+{\frac {\begin{vmatrix}x_{1}&y_{1}&1\\x_{2}&y_{2}&1\\x_{3}&y_{3}&1\end{vmatrix}}{\begin{vmatrix}1&x_{1}&x_{1}^{2}\\1&x_{2}&x_{2}^{2}\\1&x_{3}&x_{3}^{2}\end{vmatrix}}}x^{2}}
que é a função do 2o grau ou função quadrática {\displaystyle y=a_{0}+a_{1}x+a_{2}x^{2},} {\displaystyle a_{2}} {\displaystyle \neq }{\displaystyle 0.}
{\displaystyle a_{0}={\begin{vmatrix}y_{1}&x_{1}&x_{1}^{2}\\y_{2}&x_{2}&x_{2}^{2}\\y_{3}&x_{3}&x_{3}^{2}\end{vmatrix}}:{\begin{vmatrix}1&x_{1}&x_{1}^{2}\\1&x_{2}&x_{2}^{2}\\1&x_{3}&x_{3}^{2}\end{vmatrix}}}
{\displaystyle a_{1}={\begin{vmatrix}1&y_{1}&x_{1}^{2}\\1&y_{2}&x_{2}^{2}\\1&y_{3}&x_{3}^{2}\end{vmatrix}}:{\begin{vmatrix}1&x_{1}&x_{1}^{2}\\1&x_{2}&x_{2}^{2}\\1&x_{3}&x_{3}^{2}\end{vmatrix}}}
{\displaystyle a_{2}={\begin{vmatrix}x_{1}&y_{1}&1\\x_{2}&y_{2}&1\\x_{3}&y_{3}&1\end{vmatrix}}:{\begin{vmatrix}1&x_{1}&x_{1}^{2}\\1&x_{2}&x_{2}^{2}\\1&x_{3}&x_{3}^{2}\end{vmatrix}}}
Se   {\displaystyle {\begin{vmatrix}x_{1}&y_{1}&1\\x_{2}&y_{2}&1\\x_{3}&y_{3}&1\end{vmatrix}}=0,} então os pontos (x1,y1), (x2,y2) e (x3,y3) são colineares.
Considerando quatro pontos (x1,y1), (x2,y2), (x3,y3) e (x4,y4), tem-se:
{\displaystyle y={\frac {\begin{vmatrix}y_{1}&x_{1}&x_{1}^{2}&x_{1}^{3}\\y_{2}&x_{2}&x_{2}^{2}&x_{2}^{3}\\y_{3}&x_{3}&x_{3}^{2}&x_{3}^{3}\\y_{4}&x_{4}&x_{4}^{2}&x_{4}^{3}\end{vmatrix}}{\begin{vmatrix}1&x_{1}&x_{1}^{2}&x_{1}^{3}\\1&x_{2}&x_{2}^{2}&x_{2}^{3}\\1&x_{3}&x_{3}^{2}&x_{3}^{3}\\1&x_{4}&x_{4}^{2}&x_{4}^{3}\end{vmatrix}}}+{\frac {\begin{vmatrix}1&y_{1}&x_{1}^{2}&x_{1}^{3}\\1&y_{2}&x_{2}^{2}&x_{2}^{3}\\1&y_{3}&x_{3}^{2}&x_{3}^{3}\\1&y_{4}&x_{4}^{2}&x_{4}^{3}\end{vmatrix}}{\begin{vmatrix}1&x_{1}&x_{1}^{2}&x_{1}^{3}\\1&x_{2}&x_{2}^{2}&x_{2}^{3}\\1&x_{3}&x_{3}^{2}&x_{3}^{3}\\1&x_{4}&x_{4}^{2}&x_{4}^{3}\end{vmatrix}}}x+{\frac {\begin{vmatrix}x_{1}&y_{1}&1&x_{1}^{3}\\x_{2}&y_{2}&1&x_{2}^{3}\\x_{3}&y_{3}&1&x_{3}^{3}\\x_{4}&y_{4}&1&x_{4}^{3}\end{vmatrix}}{\begin{vmatrix}1&x_{1}&x_{1}^{2}&x_{1}^{3}\\1&x_{2}&x_{2}^{2}&x_{2}^{3}\\1&x_{3}&x_{3}^{2}&x_{3}^{3}\\1&x_{4}&x_{4}^{2}&x_{4}^{3}\end{vmatrix}}}x^{2}+{\frac {\begin{vmatrix}x_{1}&y_{1}&x_{1}^{2}&1\\x_{2}&y_{2}&x_{2}^{2}&1\\x_{3}&y_{3}&x_{3}^{2}&1\\x_{4}&y_{4}&x_{4}^{2}&1\end{vmatrix}}{\begin{vmatrix}1&x_{1}&x_{1}^{2}&x_{1}^{3}\\1&x_{2}&x_{2}^{2}&x_{2}^{3}\\1&x_{3}&x_{3}^{2}&x_{3}^{3}\\1&x_{4}&x_{4}^{2}&x_{4}^{3}\end{vmatrix}}}x^{3}}
que é a função do 3o grau ou função cúbica {\displaystyle y=a_{0}+a_{1}x+a_{2}x^{2}+a_{3}x^{3},} {\displaystyle a_{3}} {\displaystyle \neq }{\displaystyle 0.}
{\displaystyle a_{0}={\begin{vmatrix}y_{1}&x_{1}&x_{1}^{2}&x_{1}^{3}\\y_{2}&x_{2}&x_{2}^{2}&x_{2}^{3}\\y_{3}&x_{3}&x_{3}^{2}&x_{3}^{3}\\y_{4}&x_{4}&x_{4}^{2}&x_{4}^{3}\end{vmatrix}}:{\begin{vmatrix}1&x_{1}&x_{1}^{2}&x_{1}^{3}\\1&x_{2}&x_{2}^{2}&x_{2}^{3}\\1&x_{3}&x_{3}^{2}&x_{3}^{3}\\1&x_{4}&x_{4}^{2}&x_{4}^{3}\end{vmatrix}}}
{\displaystyle a_{1}={\begin{vmatrix}1&y_{1}&x_{1}^{2}&x_{1}^{3}\\1&y_{2}&x_{2}^{2}&x_{2}^{3}\\1&y_{3}&x_{3}^{2}&x_{3}^{3}\\1&y_{4}&x_{4}^{2}&x_{4}^{3}\end{vmatrix}}:{\begin{vmatrix}1&x_{1}&x_{1}^{2}&x_{1}^{3}\\1&x_{2}&x_{2}^{2}&x_{2}^{3}\\1&x_{3}&x_{3}^{2}&x_{3}^{3}\\1&x_{4}&x_{4}^{2}&x_{4}^{3}\end{vmatrix}}}
{\displaystyle a_{2}={\begin{vmatrix}x_{1}&y_{1}&1&x_{1}^{3}\\x_{2}&y_{2}&1&x_{2}^{3}\\x_{3}&y_{3}&1&x_{3}^{3}\\x_{4}&y_{4}&1&x_{4}^{3}\end{vmatrix}}:{\begin{vmatrix}1&x_{1}&x_{1}^{2}&x_{1}^{3}\\1&x_{2}&x_{2}^{2}&x_{2}^{3}\\1&x_{3}&x_{3}^{2}&x_{3}^{3}\\1&x_{4}&x_{4}^{2}&x_{4}^{3}\end{vmatrix}}}
{\displaystyle a_{3}={\begin{vmatrix}x_{1}&y_{1}&x_{1}^{2}&1\\x_{2}&y_{2}&x_{2}^{2}&1\\x_{3}&y_{3}&x_{3}^{2}&1\\x_{4}&y_{4}&x_{4}^{2}&1\end{vmatrix}}:{\begin{vmatrix}1&x_{1}&x_{1}^{2}&x_{1}^{3}\\1&x_{2}&x_{2}^{2}&x_{2}^{3}\\1&x_{3}&x_{3}^{2}&x_{3}^{3}\\1&x_{4}&x_{4}^{2}&x_{4}^{3}\end{vmatrix}}}
Se os pontos (x1,y1), (x2,y2), (x3,y3), (x4,y4), . . . , (xn,yn) são colineares, então
{\displaystyle {\begin{vmatrix}y_{1}&x_{1}\\y_{2}&x_{2}\end{vmatrix}}:{\begin{vmatrix}1&x_{1}\\1&x_{2}\end{vmatrix}}={\begin{vmatrix}y_{1}&x_{1}&x_{1}^{2}\\y_{2}&x_{2}&x_{2}^{2}\\y_{3}&x_{3}&x_{3}^{2}\end{vmatrix}}:{\begin{vmatrix}1&x_{1}&x_{1}^{2}\\1&x_{2}&x_{2}^{2}\\1&x_{3}&x_{3}^{2}\end{vmatrix}}={\begin{vmatrix}y_{1}&x_{1}&x_{1}^{2}&x_{1}^{3}\\y_{2}&x_{2}&x_{2}^{2}&x_{2}^{3}\\y_{3}&x_{3}&x_{3}^{2}&x_{3}^{3}\\y_{4}&x_{4}&x_{4}^{2}&x_{4}^{3}\end{vmatrix}}:{\begin{vmatrix}1&x_{1}&x_{1}^{2}&x_{1}^{3}\\1&x_{2}&x_{2}^{2}&x_{2}^{3}\\1&x_{3}&x_{3}^{2}&x_{3}^{3}\\1&x_{4}&x_{4}^{2}&x_{4}^{3}\end{vmatrix}}=...=a_{0}}
e
{\displaystyle {\begin{vmatrix}1&y_{1}\\1&y_{2}\end{vmatrix}}:{\begin{vmatrix}1&x_{1}\\1&x_{2}\end{vmatrix}}={\begin{vmatrix}1&y_{1}&x_{1}^{2}\\1&y_{2}&x_{2}^{2}\\1&y_{3}&x_{3}^{2}\end{vmatrix}}:{\begin{vmatrix}1&x_{1}&x_{1}^{2}\\1&x_{2}&x_{2}^{2}\\1&x_{3}&x_{3}^{2}\end{vmatrix}}={\begin{vmatrix}1&y_{1}&x_{1}^{2}&x_{1}^{3}\\1&y_{2}&x_{2}^{2}&x_{2}^{3}\\1&y_{3}&x_{3}^{2}&x_{3}^{3}\\1&y_{4}&x_{4}^{2}&x_{4}^{3}\end{vmatrix}}:{\begin{vmatrix}1&x_{1}&x_{1}^{2}&x_{1}^{3}\\1&x_{2}&x_{2}^{2}&x_{2}^{3}\\1&x_{3}&x_{3}^{2}&x_{3}^{3}\\1&x_{4}&x_{4}^{2}&x_{4}^{3}\end{vmatrix}}=...=a_{1}}
tal que {\displaystyle y=a_{0}+a_{1}x.}